# 笠間製本印刷
株式会社KASAMA(旧笠間製本印刷)は、石川県白山市に本社を置く、印刷業を営む日本の企業である。

## 概要
創業明治8年。2025年で創業150周年。
現在は金融機関向けの印刷物、クリアファイルの製造、Tシャツプリントを中心に事業を行っている。
平成27年に、第14回印刷産業環境優良工場表彰制度　経済産業大臣賞受賞
平成29年~令和7年まで9年連続で、健康経営優良法人の認定を受けている。

## 主な商品
預金通帳、預金証書・証券、金融機関用伝票、クリアファイル、Tシャツプリント、缶バッチ、ストーンペーパーなど

## 主要販路
ゆうちょ銀行、かんぽ生命、全国の各金融機関（約300社）、一般企業など

## 本社・営業所所在地
- 本社・工場
  - 〒924-0021　石川県白山市竹松町1905番

- 東京支店
  - 〒105-0004　東京都港区新橋2丁目20番15号新橋駅前ビル1号館4階 406号室

- 大阪支店
  - 〒532-0003 大阪府大阪市淀川区宮原4-4-63　新大阪千代田ビル別館6F